# Асиф, Хаваджа Мухаммад
Хаваджа Мухаммад Асиф (англ. Khawaja Muhammad Asif; род. 9 августа 1949, Сиалкот) — государственный и политический деятель Пакистана. Член партии Пакистанская мусульманская лига (Н); министр иностранных дел Пакистана с 4 августа 2017 по 26 апреля 2018 года, министр обороны Пакистана с 19 апреля 2022 года по 10 августа 2023 года и с 12 марта 2024 года.

## Биография
Родился 9 августа 1949 года в Сиалкоте, провинция Пенджаб. Обучался в Кадетском колледже Хасан-Абдала. Затем получил степень бакалавра в Государственном колледже Лахора, а также стал бакалавром права в юридическом колледже Лахора.
В 1991 году Хаваджа Асиф начал свою политическую карьеру, был избран в Сенат Пакистана от Пакистанской мусульманской лиги (Н) на трёхлетний срок, в 1993 году избрался в Национальную ассамблею Пакистана от округа Сиалкот. До этого работал в разных банках Объединённых Арабских Эмиратов, где он прожил несколько лет до 1991 года и вернулся в Пакистан после смерти отца. У Асифа сын и три дочери.
В 1997 году был переизбран в Национальную ассамблею, назначен на должность председателя Приватизационной комиссии Пакистана со статусом министра во время второго правительства премьер-министра Наваза Шарифа. В 1999 году Хаваджа Асиф был отстранён от должности после военного переворота под руководством генерала Первеза Мушаррафа. Национальное бюро подотчётности взяло Асифа под стражу по обвинениям в коррупции, но позже он был освобождён из-за отсутствия улик. Хаваджа Асиф сотрудничал с Навазом Шарифом во время правления Мушаррафа для того, чтобы сохранить Пакистанскую мусульманскую лигу (Н).
В 2002 году Хаваджа Асиф вновь поступил на службу в Национальную ассамблею после проведения выборов, а в 2008 году был переизбран. Недолго занимал должности министра нефти и природных ресурсов, а также министра спорта в правительстве премьер-министра Юсуфа Резы Гилани. В июне 2012 года в Верховный суд Пакистана было подано заявление, в котором указывалось, что Хаваджа Асиф имеет двойное гражданство и согласно конституции Пакистана не имеет права занимать государственные должности в этой стране. По итогам рассмотрения дела Верховный суд Пакистана отказал заявителю в удовлетворении заявленных требований за недостатком улик и обязал его извиниться перед Хаваджой Асифом.
В 2013 году Хаваджа Асиф в пятый раз был переизбран в Национальную ассамблею Пакистана. В июне 2013 года был назначен министром водных ресурсов и энергетики, а затем в ноябре 2013 года стал министром обороны в правительстве Наваза Шарифа. Усман Дар из партии Техрик-е-Инсаф обвинил своего политического оппонента в том, что тот нечестно добился своих должностей путем манипуляций на выборах. 10 ноября 2016 года Верховный суд Пакистана отказал Усману Дару в удовлетворении требований по отстранению Хаваджи Асифа с государственных должностей. В 2013 году в пакистанской газете Dawn указывалось, что Хаваджа Асиф пользуется сильной поддержкой кашмирской общины из округа Сиалкот и считается близким другом Наваза Шарифа.
В июле 2017 года был смещён с министерских должностей после отставки премьер-министра Наваза Шарифа в рамках расследования пакистанскими правоохранительными органами связей руководства страны с Панамским досье. 1 августа 2017 года Шахид Хакан Аббаси был избран в качестве премьер-министра Пакистана и Хаваджа Асиф стал министром иностранных дел. С 2013 по 2017 год в Пакистане не было должности премьер-министра страны, так как Наваз Шариф лично курировал эти вопросы, его советником по внешней политике был опытный пакистанский дипломат Сартадж Азиз. Назначение Хаваджи Асифа на эту должность вызвало неоднозначную реакцию пакистанских СМИ, в основном подвергали критике за его недипломатичные высказывания. Однако, в СМИ встречались и противоположные мнения. Было отмечено, что после назначения Асифа в качестве министра иностранных дел Пакистан получил хорошую возможность эффективно доносить свою точку зрения международному сообществу. Его критиковали за разрешение на работу в ОАЭ, будучи министром иностранных дел. В 2017 году Хаваджа Асиф получил почётную степень доктора международных отношений Женевской школы дипломатии и международных отношений.
C 19 апреля 2022 года по 10 августа 2023 года был министром обороны Пакистана, с 12 марта 2024 года вновь занял эту должность.